# Hans Gabrielsen
Hans Julius Gabrielsen (* 8. Januar 1891 in Christiania; † 10. März 1965 in Lillehammer, Fylke Oppland) war ein norwegischer Jurist und Politiker der linksliberalen Venstre, der zwischen 1928 und 1941 erstmals Regierungspräsident (Fylkesmann) in Finnmark und zu Beginn des Zweiten Weltkrieges zwischen Oktober 1940 und Juni 1941 auch Leiter der Zivilverwaltung von Nordnorwegen war. Er wurde wegen seines Widerstands gegen die deutsche Besetzung Norwegens verhaftet und bis 1945 im Polizeihäftlingslager Grini interniert.
Nach Kriegsende war er von Juni bis November 1945 Beratender Minister für Wiederaufbau in der ersten Regierung von Ministerpräsident Einar Gerhardsen sowie anschließend erneut Fylkesmann in Finnmark, ehe er zuletzt zwischen 1947 und 1961 Fylkesmann der Provinz Oppland war.

## Leben

### Studium, Rechtsanwalt und Amtsrichter
Gabrielsen, Sohn des Amtsrichters (Sorenskriver) Nils Harald Berg Gabrielsen und dessen Ehefrau Ragnhild Stenersen, wuchs in Hadeland auf und begann nach dem Schulbesuch 1908 ein Studium der Rechtswissenschaften, das er 1914 als Candidatus juris (Cand. jur.) abschloss. Anschließend war er ein Jahr lang als Hilfsrichter (Dommerfullmektig) in Nes in der Landschaft Romerike, ehe er 1915 als Rechtsanwalt in Tana in die Anwaltskanzlei von Hagbarth Lund eintrat, der zum Mitglied des Storting gewählt worden war. Dort lernte er Sara Andersen, Tochter des Bürovorstehers Alfred Andersen und dessen Mathilde Wickstrand, kennen, die er 1918 heiratete.
1921 verzogen die Eheleute nach Christiania, wo Gabrielsen eine Stelle als Sekretär im Justizministerium antrat. Diese gab er jedoch bereits 1922 wieder auf, als er zum Amtsrichter (Sorenskriver) in Vardø ernannt wurde, eine Kommune im Fylke Finnmark und zugleich die östlichste Gemeinde Norwegens. Mit 31 Jahren war er damit der jüngste Amtsrichter in Norwegen. Das Fylke Finnmark war zu dieser Zeit von einer Krise in der Fischereiwirtschaft sowie einer weitverbreiteten Armut in der Bevölkerung geprägt. Neben seiner Richtertätigkeit fungierte er auch als Vorsteher der Filiale der Zentralbank Norges Bank in Vardø und war aufgrund dieser Funktion auch Mitglied des Verwaltungsausschusses dieser Gemeinde.

### Fylkesmann von Finnmark und Zweiter Weltkrieg
1928 wurde Gabrielsen Nachfolger von Hagbarth Lund als Regierungspräsident der Provinz Finnmark und bekleidete diese Funktion 13 Jahre lang bis 1941. Während seiner Amtszeit als Fylkesmann setzte er sich für die Fischereiwirtschaft, die Rentierzucht und die Landwirtschaft in diesem Fylke ein und trieb auch die Förderung des Grenzhandels mit Finnland voran, wozu eine eigene Vereinbarung getroffen wurde. Ferner war er Verhandlungsführer für eine Schuldenregelung für alle Kommunen der Provinz, die später vom Storting verabschiedet wurde. Des Weiteren war er maßgeblich an der Einführung einer „Norwegisierung“ im Fylke beteiligt, um dadurch die von der faschistischen Lapua-Bewegung beabsichtigte „Finnisierung“ dieser Grenzprovinz einzudämmen.
Im April 1940 wurde Gabrielsen nach der Besetzung Norwegens durch das Unternehmen Weserübung am 9. April 1940 nach Tromsø abberufen, der letzte Außenposten der politischen Verwaltung Norwegens.  Ursprünglich hatte der damalige Ministerpräsident Johan Nygaardsvold beabsichtigt ihn nach London zu entsenden, da er über umfangreiche Kenntnisse über Nord-Norge verfügte. Dann erhielt er jedoch den Auftrag, die zivile Verwaltung in Nordnorwegen in dieser letzter Kriegsphase vor der Kapitulation Norwegens am 10. Juni 1940 zu leiten. Diese Aufgabe übernahm er in enger Zusammenarbeit mit dem Oberkommandierenden der Streitkräfte, Generalleutnant Otto Ruge. Dabei versuchte er einen Teil der norwegischen Truppen dem Zugriff der Deutschen zu entziehen und sie an der Narvik-Front gegen die Invasoren einzusetzen. Nach der Kapitulation wurde er verhaftet und bis Kriegsende 1945 im Polizeihäftlingslager Grini inhaftiert.

### Beratender Minister sowie Fylkesmann von Finnmark und Oppland
Nach dem Ende des Zweiten Weltkrieges wurde Gabrielsen am 25. Juni 1945 in der ersten Regierung von Ministerpräsident Einar Gerhardsen Beratender Minister für Wiederaufbau (Konsultativ Statsråd for Gjenreisningen) und war insbesondere für die Versorgung von Nord-Norge mit seinen drei Provinzen Finnmark, Nordland und Troms. Diese Funktion in der Allparteienregierung bekleidete er bis zum 5. November 1945 und war damit der engste Berater des damaligen Ministers für Versorgung und Wiederaufbau, Egil Offenberg. Dabei trat er maßgeblich für den Wiederaufbau des fast vollständig zerstörten nördlichen Teil des Landes auf sowie für die Versorgung der durch den Krieg betroffenen Bevölkerung. Auch sein eigenes, vom Krieg zerstörtes Haus in Vardø ließ er wieder aufbauen, allerdings ohne Ansprüche gegenüber der Zentralregierung in Oslo.
Nach seinem Ausscheiden aus der Regierung übernahm Gabrielsen wieder das Amt des Fylkesmann von Finnmark als Nachfolger von Peder Holt, der wiederum in der zweiten Regierung von Ministerpräsident Einar Gerhardsen sein Amt als Beratender Minister für die Versorgung der Finnmark beim Minister für Wiederaufbau und Versorgung übernahm.
1947 wurde Gabrielsen Nachfolger von Alfred Ihlen als Fylkesmann von Oppland, während Peder Holt wiederum sein Nachfolger als Fylkesmann von Finnmark wurde. Das Amt des Regierungspräsidenten der Provinz Oppland bekleidete er 14 Jahre lang bis zum Erreichen der Altersgrenze 1961. Daneben fungierte er unter anderem seit 1952 auch als Vorstandsvorsitzender von Opplandskraft sowie von 1958 bis 1962 auch als Vorstandsvorsitzender der Alkoholmonopolverwaltung Vinmonopolet. Zugleich setzte er aber auch sein Engagement für Nord-Norge fort und war nicht nur zwischen 1952 und 1960 Vorstandsmitglied für den Entwicklungsfonds für Nord-Norge, sondern auch der Norwegisch-Finnischen Kommission sowie der Norwegisch-Sowjetischen Kommission.
Für seine langjährigen Verdienste wurde Gabrielsen 1950 zunächst Kommandeur sowie 1961 Kommandeur mit Stern des Sankt-Olav-Ordens. Sein Nachfolger als Fylkesmann von Oppland wurde 1961 Nils Handal, der bisherige Verteidigungsminister in der dritten Regierung von Ministerpräsident Einar Gerhardsen.